# Ohakune
 (décembre 2023).
La mise en forme du texte ne suit pas les recommandations de Wikipédia : il faut le « wikifier ».
Les points d'amélioration suivants sont les cas les plus fréquents. Le détail des points à revoir est peut-être précisé sur la page de discussion.
- Les titres sont pré-formatés par le logiciel. Ils ne sont ni en capitales, ni en gras.
- Le texte ne doit pas être écrit en capitales (les noms de famille non plus), ni en gras, ni en italique, ni en « petit »…
- Le gras n'est utilisé que pour surligner le titre de l'article dans l'introduction, une seule fois.
- L'italique est rarement utilisé : mots en langue étrangère, titres d'œuvres, noms de bateaux, etc.
- Les citations ne sont pas en italique mais en corps de texte normal. Elles sont entourées par des guillemets français : « et ».
- Les listes à puces sont à éviter, des paragraphes rédigés étant largement préférés. Les tableaux sont à réserver à la présentation de données structurées (résultats, etc.).
- Les appels de note de bas de page (petits chiffres en exposant, introduits par l'outil «  Source ») sont à placer entre la fin de phrase et le point final[comme ça].
- Les liens internes (vers d'autres articles de Wikipédia) sont à choisir avec parcimonie. Créez des liens vers des articles approfondissant le sujet. Les termes génériques sans rapport avec le sujet sont à éviter, ainsi que les répétitions de liens vers un même terme.
- Les liens externes sont à placer uniquement dans une section « Liens externes », à la fin de l'article. Ces liens sont à choisir avec parcimonie suivant les règles définies. Si un lien sert de source à l'article, son insertion dans le texte est à faire par les notes de bas de page.
- La présentation des références doit suivre les conventions bibliographiques. Il est recommandé d'utiliser les modèles {{Ouvrage}}, {{Chapitre}}, {{Article}}, {{Lien web}} et/ou {{Bibliographie}}. Le mode d'édition visuel peut mettre en forme automatiquement les références.
- Insérer une infobox (cadre d'informations à droite) n'est pas obligatoire pour parachever la mise en page.

Pour une aide détaillée, merci de consulter Aide:Wikification.
Si vous pensez que ces points ont été résolus, vous pouvez retirer ce bandeau et améliorer la mise en forme d'un autre article.
 (décembre 2022).
Ohakune est une ville rurale située sur l’Île du Nord de la Nouvelle-Zélande. Elle est également connue sous le nom de capitale de la carotte.
Ohakune est à proximité des stations de ski  du Mont Ruapehu (Turoa (en) par exemple). En été, la randonnée est pratiquée au niveau de la traversée alpine de Tongariro (en).

## Situation
La ville est située à 70 kilomètres au nord-est de la cité de Wanganui et 25 kilomètres à l’ouest de Waiouru.
Au niveau national, elle est située à 215 km au nord de la capitale Wellington et à 292 km au sud de la cité d’Auckland.
Elle est localisée à l’extrémité sud du parc national de Tongariro, à proximité des pentes du volcan actif du Mont Ruapehu, située dans la région de Manawatū-Whanganui.

## Toponymie
La signification du nom d’Ohakune est inconnue, mais les Ngāti Rangi (en) disent que le nom Ohakune en langue Maori vient de la phrase « he Ohakune ki te ao, qui signifie « an opening to a new world » (une ouverture vers un monde nouveau), faisant référence à la descente à partir du Mont Ruapehu jusque dans la vallée et les marais.
En 2019, le New Zealand Geographic Board changea le nom officiel en Ōhakune, indiquant que la première lettre était bien une voyelle longue, mais rapidement ramenée à l'orthographe Ohakune sans macron quand les Ngāti Rangi contestèrent cette modification,,.

## Histoire
Historiquement, les terres au sud et à l’ouest du Mont Ruapehu étaient habitées par les membres de l’iwi Māori des Ngāti Rangi (en).
Au milieu du XVIIe siècle, un marae existait déjà à Rangataua, au sein d'une petite ville située à trois miles au sud-est de Ohakune. Celle-ci a été attaquée et ses habitants expulsés de leurs maisons par des « raiders » provenant de l'iwi des Ngāti Raukawa (en), localisé plus loin vers l’est, dans le district de Manawatu. Environ 75 % de la population du village fut tuée et la douzaine de survivants se déplaça alors en bateau vers Mangaorongo pour y établir un pā sur le site actuel de la ville Ohakune.
En 1883, les premiers ingénieurs des chemins de fer, en reconnaissance, commencèrent à œuvrer pour la création de la section du chemin de fer allant de la ville de Marton à celle de Te Awamutu pour le compte de la ligne principale de l’île du Nord (en). Une base fut établie sur le site actuel de Ohakune, qui devint bientôt un camp permanent pour les travailleurs agissant pour la construction du chemin de fer, ainsi que pour la route adjacente.
La fondation de la ville semble avoir commencé au début des années 1890 et la ligne de chemin de fer a finalement atteint Ohakune en mars 1908.
La période de construction du chemin de fer fut suivie d’une activité d'exploitation intensive du bois et la forêt fut défrichée, le bétail et les moutons introduits et l’exploitation agricole progressa rapidement.
Ohakune fut constituée comme une ville de district en août 1908 et a atteint  le statut de borough en novembre 1911.

## Drame médiatique
En 2015, la ville eu un retentissement national lorsque l’école fut fermée à cause de l’assassinat d’un policier.

## Paysages

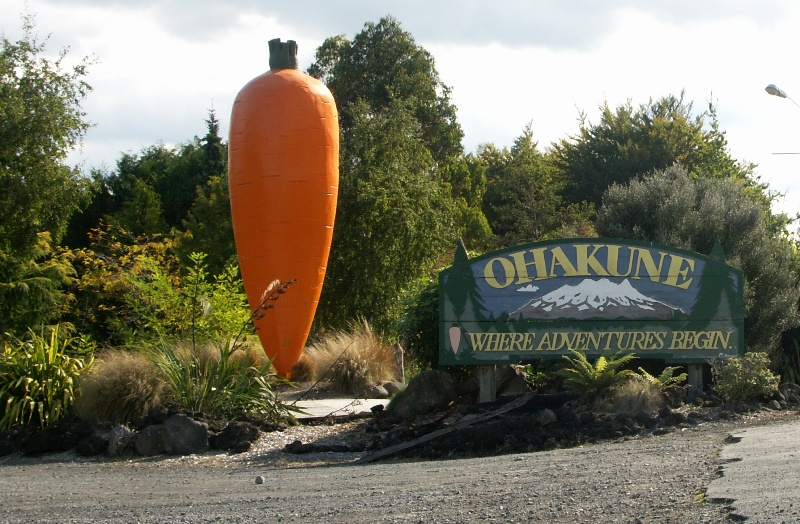
Grosse carotte d’Ohakune

À l’entrée est de la ville, est érigée une grande réplique de carotte, connue localement comme « The Big Carrot ».
Celle-ci est réputée être le modèle de la plus grande carotte du monde et fut initialement installée comme support d’une annonce publicitaire télévisée pour la ANZ Bank au début des années 1980. Après le tournage du film, la carotte fut donnée à la ville, en référence à sa réputation de gros producteur de carottes en Nouvelle-Zélande.
Dans les années 1980 et 1990, Ohakune accueilli la “Weather Rock”, une attraction locale de la rue Thames Street, prisée par les touristes.
Le rocher est utilisé pour prévoir le temps qu’il fait avec une série de signes tels que « Si la roche est chaude : temps ensoleillé », « Si la roche est humide : pluie », etc., et de façon appropriée pour la région, « Si la roche est « rebondissante » - tremblement de terre ».

## Transports

### Routier
La ville est traversée par la route State Highway 49/S H 49 (en), localement nommée Clyde Street.
Ohakune fait partie du réseau d'autocars de l’Intercity (en), avec un service quotidien reliant au nord Auckland via Taumarunui et au sud à Palmerston North via Wanganui. Des navettes privées assurent aussi le service local en direction des villes de Taupo et de Turangi.

### Ferroviaire
Ohakune est aussi située sur la ligne             ferroviaire principale de l’île du Nord (en).
La gare de Ohakune (en) est proche de la rue Thames Street dans la zone de jonction d’Ohakune, dans le centre de la ville. Les services passagers sont fournis par l’opérateur national KiwiRail.
Le train Northern Explorer (en) est un service fonctionnant entre les villes d’Auckland et Wellington. Le trajet entre Ohakune et Auckland emprunte la fameuse spirale de Raurimu (en).
Du 18 décembre 1917 au 1er janvier 1968, Ohakune fut aussi à la jonction de la branche de Raetihi (en), un embranchement ferroviaire en direction de la ville de Raetihi.
Un pont en treillis, autrefois utilisé par cet embranchement ferroviaire, existe toujours à proximité de la Big Carrot.
À 70 km à l’est de la ville, est situé le pont de « Tangiwai Bridge », lieu du plus grand accident ferroviaire de Nouvelle-Zélande, la catastrophe de Tangiwai (en) survenue le 24 décembre 1953.
La gare de chemin de fer d’Ohakune est la deuxième plus haute gare en activité sur le réseau néo-zélandais en altitude, derrière la gare de chemin de fer de National Park (en). Une signalisation sur le côté de la plate-forme, au niveau du bâtiment de la gare, indique une altitude de 2029 pieds (soit 618,4 mètres).

## Équipements de la ville

### Média
Ohakune est le siège de “Ski FM Network” abrité par “91.8 FM Ruapehu/Turoa”, une radio locale de la station “Central North Island radio”, en service depuis plus de 25 ans et fournissant des informations locales sur les conditions météorologiques en montagne tout au long de l'année.
En hiver, il sert de bureau d'information sur les niveaux d'enneigement de la région.
En été, son site web (avec son no 0800) devient un "hub" pour le tourisme d’été, avec des informations pour les locaux et les visiteurs.

### Santé et bien-être
En 2015, Ohakune disposait d'une clinique dentaire, d'une pharmacie, d'une caserne de pompiers, d'un poste de police, une station d’ambulance, une agence de protection sociale, d'églises, d'un « marae » avec une infirmière de district, d'un gymnase, et d'une navette médicale pour les soins ambulatoires à l'hôpital de Wanganui, situé à 110 km de la ville.
Le centre médical le plus proche avec un médecin généraliste, des infirmières et un kinésithérapeute se trouve à 11  km à l’ouest, au niveau de la localité de Raetihi.

### Clubs sportifs
Ohakune possède plusieurs de clubs et est le siège du Ruapehu Rugby & Sports Club.

## Activités

### Activités hivernales
Ohakune donne un accès facile aux domaines skiables voisins du Mont Ruapehu : Turoa (en) (la station la plus proche de Ohakune) et Whakapapa (en), et le domaine de Tukino (en).

### Activités d’été
Les randonneurs peuvent accéder à la traversée alpine de Tongariro (en) depuis la ville.
Plusieurs activités aquatiques sont possibles sur les rivières voisines, avec le jet-boat sur la Whanganui River et le rafting sur la Whanganui, la Rangitikei et la rivière Tongariro. La pêche à la truite se pratique dans les lacs et rivières des environs, y compris la rivière Tongariro réputée dans le monde entier.
Le premier site au monde de bungy jumping (saut à l'élastique) commercial fut établi aux abords de Ohakune sur l'ancien viaduc du chemin de fer. Celui-ci a fonctionné durant les années 1980 jusqu’à ce que le pont soit devenu trop peu sûr pour continuer les opérations de sauts.
Ce pont est maintenant restauré et c’est un point important du chemin de randonnée nommé « Old Coach Road walk/bikeway ».
Le Bridge to Nowhere situé dans le parc national de Whanganui est situé entre les villes d’Okakune et de Wanganui. C’est une destination populaire pour les randonneurs et les vététistes.

## Évènements
Ces dernières années, le nombre d'évènements organisés à Ohakune a augmenté, avec le Big Mountain Short Film Festival (en) et le « Mardi Gras d’Ohakune ».
Le Mardi Gras est à la fois une fête du ski et une célébration de l’hiver, avec la présence de musiciens, de stands et de manèges.
Ohakune fait aussi partie du « Festival de Fallout », un évènement annuel centré sur l’apport d’éléments créatifs dans la communauté pour célébrer la saison de la neige.

## Éducation
Ohakune possède trois écoles :
- L'école de Ohakune est une école publique assurant l'enseignement primaire (des années 1 à 8). Elle avait un effectif de 240 élèves en mars 2020 ;
- Le collège de Ruapehu  est une école publique secondaire (de l’année 9 à 13). Elle avait un effectif de 203 élèves en mars 2020 ;
- Te Kura Kaupapa Māori o Ngati Rangi est une école publique d’immersion Māori assurant tout le primaire (de l’année 1 à 8). Elle avait un effectif de 14 élèves en mars 2020.